# Mina de Mounana
La Mina de Mounana fue una mina de uranio y vanadio ubicada en la provincia de haut-Ogooué en Gabón. La mina es un depósito sedimentario de uranio albergado por metasedimentos (arenisca) fracturados del precámbrico.
El uranio producido en Mounana fue usado en el programa de armas nucleares francés, la "force de frappe", y luego suministró las plantas de energía nuclear de AREVA. Todas las minas fueron finalmente cerradas debido a la falta de reservas de mineral.

## Geología
Mounana descansa sobre un depósito sedimentario del Precámbrico. La serie sedimentaria consta de dos ciclos sucesivos arenisca-pelítico de 1000 a 1500 m de espesor.  La mineralización de uranio está contenida en la parte superior de las areniscas. El origen de los yacimientos de uranio está relacionado con la lixiviación de rocas fértiles (capas basales o volcánicas) y la percolación de estas disoluciones en zonas tectónico-sedimentarias.
La mina es localidad tipo de la bariandita, chervetita, curienita, francevillita, lenoblita, metavanuralita, mounanaita, schubnelita, y la vanuralita.

## Historia
En 1956, una misión del Comisariado de Energía Atómica francesa descubrió los primeros indicios de uranio en la región de Mounana, en el borde occidental de la cuenca de Franceville en la provincia de Alto Ogoue en el sureste de Gabón. La Compañía Minera de Uranio de Franceville, COMUF, fue creada en 1958. En la década de 1960, la empresa francesa que ahora es Areva comenzó a extraer uranio en Gabón. La mina Mounana, en la región sureste, proporcionó a Francia uranio para sus plantas de energía nuclear y su programa de armas nucleares y se convirtió en un gran exportador de uranio para varias otras empresas (Wise Uranium, 2005). La mina Oklo, que también se encuentra en el sureste de Gabón, suministró aproximadamente la mitad del uranio que proporcionó la mina Mounana y es el único reactor nuclear natural conocido del mundo. En 1999, las minas se cerraron por falta de reservas económicas.

## Producción
La primera planta, en funcionamiento de 1960 a 1982, tenía una producción de unas 400 a 500 toneladas métricas de uranio. Esta unidad fue sustituida en 1982 por una nueva planta con un potencial de producción anual de 1500 toneladas de uranio. COMUF, que tenía hasta 1450 empleados, incluidos 200 expatriados en 1979, produjo 28 000 toneladas de uranio de 1961 a 1999. COMUF detuvo la producción en julio de 1999, porque se agotaron las reservas extraíbles. La producción final se estima de unas  28.000 toneladas de uranio.

## Riesgo ambiental
En 2005, la ONG Médecins du Monde llevó a cabo una investigación en Mounana. Entre los trabajadores gaboneses, más de la mitad dice sufrir problemas pulmonares, algunos con patologías asociadas (cardiovasculares, dermatológicas). En 2007, esta ONG acudió a París acompañada de extrabajadores gaboneses  para denunciar la "existencia de un riesgo sanitario conocido", la "falta de información sobre estos riesgos", y el "mantenimiento voluntario por ignorancia". de la mayoría de los empleados del sitio gabonés .
En 2009, el director Dominique Hennequin llevó a cabo una investigación en Mounana sobre las consecuencias, para la población y el medio ambiente, de la explotación de uranio por parte de la empresa francesa Areva . En este informe, un ingeniero de CRIIRAD revela que algunas muestras de suelo tomadas en Mounana superan con creces los límites de dosis radiactiva aceptables.
Enfebrero de 2010, un litigio opone el ayuntamiento de Mounana y COMUF, filial de Areva , por un caso de vertido de productos químicos en uno de sus antiguos emplazamientos  .
Enenero 2016, el Movimiento de extrabajadores de la Compagnie des mines d'uranium de Franceville agrupados en un movimiento denominado "Matrac" fue recibido por el primer ministro de Gabón en el contexto de una disputa contra la empresa nuclear francesa Areva en torno a las consecuencias para la salud relacionados con sus actividades mineras.